# Transfermarkt
Transfermarkt je mrežna stranica koja prikazuje vijesti, izvješća, te ostale informacije o nogometu.

## Povijest
Web stranica je osnovana u svibnju 2000. godine od Matthiasa Seidela. U 2008. godini, Axel Springer je preuzeo dobivanje udjela od 51% na web stranici. Međutim, Seidel je zadržao 49% dionica. Verzija na engleskom jeziku je započela 2009. godini.

## Sadržaj
Stranica sadrži rezultate, vijesti o prijelazima igrača, i vrijednosti igrača. Istraživački centri otkrili su da su "glasine" o prijelazima igrača uglavnom točne.

## Vanjske poveznice
- Službena stranica (njemački jezik)
- (engleski jezik)
- (španjolski jezik)
- Transfermarkt TV